# Иван Докић
Иван Докић (Нови Сад, 25. март 2000) је српски фудбалски голман који тренутно наступа за Раднички из Пирота.

## Каријера
Пореклом из Бачког Градишта, Докић је рођен у Новом Саду, а своје прве фудбалске кораке начинио је са 4 године. Након периода који је провео у фудбалском клубу Србобран из истоименог места, где га је тренирао отац Бранислав, Иван прелази у суботички Спартак. Као члан академије овог клуба, Докић је потписао стипендијски уговор, а након тога и прикључен првом тиму у другој половини 2016. године. За сениорски састав Спартака, Докић је дебитовао 21. маја 2017. године код тренера Андреја Чернишова у последњој утакмици за сезону 2016/17. у Суперлиги Србије. Почетком 2021. године је потписао уговор са Радничким из Пирота.

## Репрезентација
Свој дебитантски наступ за млађу кадетску селекцију Србије, Докић је забележио на меморијалном турниру "Миљан Миљанић" против Црне Горе јуна 2017. године. Наредног месеца исте године, наступио је и за репрезентацију до 17 година у пријатељској утакмици против Казахстана.